# Bostonski pokol
Bostonski pokol se je zgodil, ko je bilo 5. marca 1770 pet civilistov ustreljenih in ubitih s strani devetih vojakov britanskega imperija. Zgodilo se je v Bostonu v Massachusettsu, ki je bila takrat britanska kolonija. Dogodek se je zgodil ponoči, ko se je pred carinarnico zbrala velika množica. Britanski vojak po imenu Hugh White je udaril fanta, ki je užalil njegovega poveljnika. Fant je pobegnil in se vrnil z veliko množico jeznih ljudi. Še več britanskih vojakov je prišlo pomagati Hughu Whitu zaščititi ga pred razjarjeno množico. Množica je metala snežne kepe z školjkami v njih in jih tolkla z lesenimi palicami. Ko se je množica večala in večala je prizor postajal vse bolj kaotičen. Nekdo v množici je zavpil "ogenj". V zmedi so nekateri vojaki streljali v množico. Crispus Attucks, svobodni črnec, je bil eden prvih ubitih.

## Sojenje
Po bostonskem pokolu se je osem britanskih vojakov pojavilo na sodišču. Le dva od njih, Hugh Montgomery in Matthew Killroy, sta bila na sodišču spoznana za kriva uboja. Njuna kazen je bila žigosanje dlani (dlani so jim označili z opeklino). John Adams je bil odvetnik, ki je zagovarjal britanske vojake. Vedel je, da bodo mnogi ljudje jezni nanj, ker je zagovarjal vojake, vendar je verjel, da si vsi zaslužijo pošteno sojenje. Adams je kasneje postal predsednik Združenih držav.

## Po bostonskem pokolu
Paul Revere, moški, ki je bil srebrar v Bostonu, je ustvaril gravuro, na kateri so britanski vojaki streljali v množico in bili upodobljeni kot nasilneži. Gravura je povečala napetosti v kolonijah. Nekaj let pozneje se je začela ameriška revolucija in kolonije so postale neodvisna država - Združene države Amerike.

## Fotogalerija
- Za ogled podrobnosti oznake se pomaknite nad posamezno fotografijo
- Portret kako je Crispus Attucks morda izgledal
- Osmrtnica žrtve pokola Patricka Carra, objavljena 19. marca 1770, z gravuro njegove krste, ki jo je naredil Paul Revere
- Robert Treat Paine, podpisnik Deklaracije o neodvisnosti, tožil britanske vojake
- John Adams je branil obtožene britanske vojake
- Litografija iz leta 1856, ki se osredotoča na Crispusa Attucksa, ki je do takrat postal pomemben simbol za abolicioniste.[4]
- Siv opečnat krog zdaj označuje kraj pokola pred Staro državno hišo (Boston)